# Michael Jablow
Michael Jablow est un monteur et producteur de cinéma américain, actif depuis les années 1980.

## Filmographie

### Comme monteur
- 1981 : Modern Problems
- 1983 : Get Crazy
- 1984 : Attention délires ! (The Wild Life)
- 1985 : Copacabana (TV)
- 1986 : When the Bough Breaks (TV)
- 1986 : Acceptable Risks (TV)
- 1987 : Tonight's the Night (TV)
- 1987 : Conspiracy: The Trial of the Chicago 8 (TV)
- 1987 : Balance maman hors du train (Throw Momma from the Train)
- 1988 : Y a-t-il un flic pour sauver la reine ? (The Naked Gun: From the Files of Police Squad!)
- 1990 : Family of Spies (TV)
- 1990 : Madhouse
- 1991 : La Chanteuse et le Milliardaire (The Marrying Man)
- 1992 : Christmas in Connecticut (TV)
- 1992 : Mom and Dad Save the World
- 1992 : Noël chez les Muppets (The Muppet Christmas Carol)
- 1993 : My Boyfriend's Back
- 1994 : Little Big League
- 1996 : L'Île au trésor des Muppets (Muppet Treasure Island)
- 1996 : For Better or Worse
- 1997 : Commandements (Commandments)
- 1997 : Breast Men
- 1998 : L'Héritage de Malcolm (Homegrown)
- 1998 : Big Party (Can't Hardly Wait)
- 2000 : Miss Grippe-sou (Screwed)
- 2000 : Manipulations (The Contender)
- 2001 : 61* (TV)
- 2001 : Le Dernier Château (The Last Castle)
- 2002 : FBI : Portés disparus (Without a Trace) (série TV)
- 2003 : Back to School (Old School)
- 2004 : Escapade à New York (New York Minute)
- 2005 : Beauty Shop
- 2006 : She's the Man

### Comme producteur
- 1996 : L'Île au trésor des Muppets (Muppet Treasure Island)
- 2000 : Miss Grippe-sou (Screwed)